# Kyle Jordan
Kyle Jordan (sinh ngày 15 tháng 9 năm 1988) là một cầu thủ bóng đá người Anh từng thi đấu và hiện tại là huấn luyện viên của Worksop Town.

## Sự nghiệp
Jordan bắt đầu sự nghiệp với Sheffield Wednesday, có nhiều lần thi đấu và ghi bàn cho đội một trong trận giao hữu với Burton Albion.
Anh rời The Owls vào tháng 9 năm 2006 để gia nhập Xiangxue Sun Hei ở Hong Kong First Division League (hiện tại là giải đấu cao nhất Hồng Kông). Anh là thành phần không thể thiếu của đội, và ghi bàn trong trận ra mắt câu lạc bộ với trận hòa 2-2 trước South China AA
Sau khi ở Hồng Kông, Jordan kí hợp đồng với Worksop Town, và sau đó thi đấu cho Sheffield F.C. và Shirebrook Town, trước khi trở về Worksop năm 2013.